# Celtis lindheimeri
Celtis lindheimeri är en hampväxtart som beskrevs av Georg George Engelmann och C. Koch. Celtis lindheimeri ingår i släktet Celtis och familjen hampväxter. IUCN kategoriserar arten globalt som sårbar. Inga underarter finns listade i Catalogue of Life.